# Jakubów (Powiat Miński)
Jakubów ist ein Dorf sowie Sitz der gleichnamigen Landgemeinde im Powiat Miński der Woiwodschaft Masowien, Polen.

## Gemeinde
Zur  Landgemeinde (gmina wiejska) Jakubów gehören folgende 26 Ortschaften mit einem Schulzenamt (sołectwo):
Aleksandrów
Anielinek
Antonin
Brzozówka
Budy Kumińskie
Góry
Izabelin
Jakubów
Jędrzejów Nowy
Jędrzejów Stary
Józefin
Kamionka
Leontyna
Ludwinów
Łaziska
Mistów
Moczydła
Nart
Przedewsie
Rządza
Strzebula
Szczytnik
Turek
Tymoteuszew
Wiśniew
Wola Polska
Ein weiterer Ort der Gemeinde ohne Schulzenamt ist Witkowizna.